# Don't Wanna Think About You
"Don't Wanna Think About You" är en låt av punk/pop bandet, Simple Plan. Den finns med på Scooby Doo 2 – monstren är lösa. Musikvideon finns också med i DVD:n, Scooby Doo 2 – monstren är lösa.